# Aurelio Suárez Montoya
Aurelio Suárez Montoya (Bogotá, 3 de mayo de 1953) es analista económico, político e internacional y consultor en áreas públicas y privadas; actualmente es columnista en diversos medios de comunicación como El Espectador, El Tiempo y la Revista Semana. Es panelista de la cadena Blu Radio. También colaboró con periódicos regionales de Pereira e Ibagué; El Periódico de Bogotá y la revista Deslinde. Es conferencista nacional e internacional sobre temas políticos, económicos, sociales, agrícolas y de libre comercio.
Como dirigente gremial, fue fundador, coordinador nacional y asesor de organizaciones cafeteras y agropecuarias (2002-2012); veedor de procesos de negociación de TLC por frente al Libre Comercio y al Alca, Recalca (2004-2006); excandidato a la gerencia general de la Federación Nacional de Cafeteros (2015).
Desde su época como estudiante en la universidad se vinculó al movimiento estudiantil del 71, donde conoció al que sería su amigo y compañero de gestas políticas, Jorge Enrique Robledo, con el que ha trabajado por casi cuarenta años.
Como dirigente político, fue diputado de la Asamblea de Risaralda por el movimiento Acción Cafetera y Gremial (1995); excandidato del Polo Democrático Alternativo a la Alcaldía de Bogotá (2011).

## Trayectoria académica

### Docente
Catedrático durante más de dos décadas en distintas universidades de la región cafetera, como la Universidad Tecnológica de Pereira, la Universidad Católica Popular de Risaralda, –seccional Pereira, la Universidad del Quindío, la Universidad de Manizales y la Universidad de Caldas –Maestría de Desarrollo Rural. También catedrático de Políticas Públicas Agrarias y Economía de la Agricultura en la Universidad Externado de Colombia.

### Investigación, escritos y publicaciones
Miembro de la Academia Colombiana de Ciencias Económicas.

#### Autor de los siguientes libros
- “Desde la Resistencia Civil” (1994);
- “Risaralda 94-96” (1997);
- “Modelo del FMI. Economía Colombiana 1990-2000” (Ediciones Aurora 2002);
- “Crítica al Alca” (Ediciones aurora 2003);
- “El Modelo Agrícola Colombiano y los Alimentos en la globalización” (Ediciones Aurora 2007);
- “El infarto de Wall Street: 2008- La economía de Estados Unidos” (Ediciones Aurora 2009);
- “Confianza Inversionista. Economía Colombiana primera década del Siglo XXI” (Ediciones Aurora, 2010).
- “Minería Colonial del siglo XXI. No todo lo que brilla es oro”. (Ediciones Aurora, 2013).
- “El tal paro agrario sí existió”. (Ediciones Aurora, 2015)
- “La economía de los Estados Unidos. Obamanomics”. (Ediciones Aurora, 2016).
- "Bogotá en el limbo. Estructuras de poder que se lucran en la capital". (Editorial Debate, 2017)
- “Saqueo. Estudio de la economía colombiana 1990-2020”. (Ediciones Aurora, 2020)

#### Coautor de los libros
“Perspectivas de” (ILSA, 2005), “Dos Millones de Firmas por el Agua” (Ecofondo, 2009), “Bases de Política Económica para , el Empleo y del Ingreso” (FESCOL, 2009), “Quince Años de Política Ambiental en Colombia” (Universidad Nacional, 2010), “Propuestas, visiones y análisis sobre la política desarrollo rural en Colombia” (OXFAM –CRECE, 2012), “Piketty y los economistas colombianos”. (Ediciones Aurora, 2015), “Efectos del TLC Colombia-EE.UU: sobre el agro. Los rostros-Las Cifras” (OXFAM- Planeta Paz, 2015).
Se conocen también sus trabajos sobre política económica, petróleo e industria; ensayos urbanos sobre Transmilenio-SITP, ETB, el Contrato de Recolección de Basuras, el agua y la energía en Bogotá, los servicios y las rentas públicas de la Capital y otros temas como la equidad, seguridad alimentaria, medio ambiente, salud, tecnología, política nacional e internacional y educación superior.  (Página web www.aureliosuarez.co)
Ha elaborado, además, cartillas y materiales pedagógicos para productores agropecuarios sobre café; el impacto de los tratados de libre comercio en la agricultura y la cadena láctea nacional. (Cedetrabajo).    

### Consultor
Como consultor privado, Suárez ha realizado investigaciones sobre Agua potable y Saneamiento Básico (1993) y estudios sobre “Salud Ocupacional en el sector comercio departamental” (1994) ambos para Fenalco- Risara. También ha liderado investigaciones sobre las condiciones laborales de los trabajadores agrícolas en las comunidades de productores de pequeña escala (2005) para OXFAM G.B. en “The Oxford Committee for Famine Relief. Ha sido consultor del Instituto Latinoamericano de Servicios Legales Alternativos, ILSA con “El campo: una carta por jugar” (2005) y como coautor de “Hoy Colombia: Tierra sin Campesinos” (2008).
También se ha desempeñado como consultor externo en material social y económico para la fundación Friedrich Ebert Stiftung –FESCOL (2008), para el Centro de Estudios del Trabajo- CEDETRABAJO y para OXFAM Colombia en un trabajo de Documentación de casos agropecuarios en afectación del TLC con Estados Unidos (2014).
En materia sectorial y gremial también realizó trabajos como “Situación económica global, nacional y Sistema General de Participación” para la Federación Colombiana de Trabajadores de la Educación -FECODE (2015);  “Desigualdad empresarial y tarifa diferencial y progresiva para el impuesto a la renta” para la seccional Bogotá- Cundinamarca de la Asociación Colombiana de Pequeños y Medianos Empresarios- ACOPI (2016) y estudios económicos para SINTRAEMSDES, el sindicato de la Empresa de Acueducto y Alcantarillado de Bogotá.

## Activismo social y político

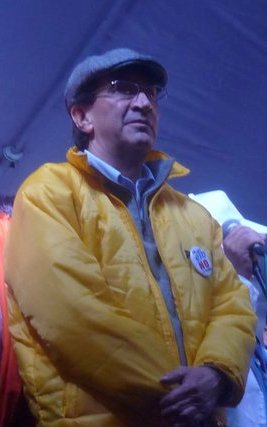
Aurelio Suarez en una marcha contra la privatización de la ETB.

### Dirigente cafetero y agropecuario
Se graduó como ingeniero industrial de la Universidad de los Andes en agosto de 1974. A sus 23 años, inspirado en las ideas que promovía Francisco Mosquera, Suárez se traslada a Pereira, donde empieza a estudiar la economía cafetera y vincularse activamente a las reivindicaciones de los agricultores, campesinos y pequeños y medianos empresarios de la región. El activismo de Suárez estuvo ligado a actividades de organización y fomento a las organizaciones sociales.
Después de algunos años de su trabajo con caficultores, funda en compañía de Jorge Enrique Robledo, Unidad Cafetera, una agremiación dedicada a hacer frente a las políticas que desde el gobierno nacional amenazaban la supervivencia de la economía del café y donde se congregaron una amplia gama de caficultores (pequeños campesinos hasta medianos y grandes empresarios) de los principales departamentos cafeteros del país  . 
Más adelante, Suárez sería el fundador y director ejecutivo de la Asociación Nacional por la Salvación Agropecuaria, un movimiento que unió a los cafeteros de Unidad Cafetera con los arroceros del Tolima, el Huila y los Llanos. Gracias al trabajo que adelantó en esta región se ganó el reconocimiento y el apoyo de los cafeteros risaraldenses, que lo llevaron a ser Diputado de la Asamblea Departamental de Risaralda para el periodo 1995-1997. En 2000 se lanzó a la Gobernación de Risaralda y obtuvo casi 15 mil votos.
Acompañó a Carlos Alfredo Crosthwaite en importantes denuncias en Pereira.

#### El debate nacional contra el TLC
Para el año 2001, se vincula a la Red Colombiana frente al Libre Comercio y el Alca- RECALCA-, una red de gremios, organizaciones sociales y sindicales que desde el 2001 se organizaban contra el ALCA y posteriormente contra el TLC con Estados Unidos. Suárez dirigió tres grandes consultas populares: la de los agricultores de clima templado; la de los agricultores del sector arrocero y lechero y la consulta indígena, contundentes movilizaciones que pusieron de presente, con más de 100 mil votos, que el sector agropecuario encontraba inconveniente la firma del TLC con Estados Unidos. "Se trata de reemplazar, la producción nacional por los excedentes agrícolas de la subsidiada producción norteamericana".  

### El Polo Democrático y su regreso a Bogotá

#### Amistad y trabajo con Carlos Gaviria Díaz
En 2004, instalado nuevamente en la capital, Suárez participó en las negociaciones que sellaron la alianza entre Alternativa Democrática y Polo Democrático Independiente que resultó en la creación del Polo Democrático Alternativo, partido en el que fungió como director de la campaña presidencial de  Carlos Gaviria Díaz  en 2006 y asesor en temas económicos, agropecuarios y educativos. Gaviria y Suárez forjaron, además de una importante fórmula política una gran amistad en la conducción del Polo Democrático.  
Suárez se postuló como candidato al Concejo de Bogotá en las elecciones de 2007, sin lograr alcanzar el escaño y en 2011 sería el candidato del Polo a las elecciones a la alcaldía de Bogotá.

#### El Grupo Bogotá y la oposición a Samuel Moreno
Paralelamente a su actividad partidaria, con su llegada a Bogotá, Suárez se dedicaría a la coordinación de una iniciativa cívica denominada Grupo Bogotá. Un equipo interdisciplinar de profesionales, conformado por hombres y mujeres expertos en diferentes temas relacionados con las principales problemáticas de la ciudad. Con el enfoque técnico de los problemas de la capital, Suárez y su equipo han respaldado y liderado denuncias y movilizaciones cívicas contra el desequilibrio contractual que explica el pésimo servicio de Transmilenio, consolidándose como una de las voces más importantes de oposición a Samuel Moreno, particularmente por las críticas al plan de desarrollo al comienzo de la alcaldía, el cobro de valorización y el intento de vender parte de la ETB.
El 19 de julio de 2011 fue elegido por el Comité Distrital del Polo Democrático Alternativo como el candidato a la Alcaldía Mayor de Bogotá para las elecciones de ese año, en las que obtuvo 32.300 votos ocupando el séptimo lugar en votación.
A pesar del resultado, su desempeño en la carrera por la Alcaldía le valió el prestigio que hoy lo reviste como una de las personas que mejor conoce Bogotá. Sus análisis y activismo tomaron más resonancia en la radio y la prensa escrita donde denunció el conflicto de intereses de familiares y el propio Vargas Lleras en Bogotá, también para pronunciarse críticamente sobre la políticas de Gustavo Petro en la ciudad con artículos referentes al sistema de aseo como ¿De verdad se 'desprivatizó' el sistema de aseo en Bogotá?; a la situación de la salud en el distrito con Hospitales del distrito: “privatizados” Archivado el 22 de junio de 2016 en Wayback Machine. , los beneficios extendidos a los operadores privados del sistema de transporte en Transmilenio: una "guaca" urbana. Entre los temas ambientales referidos a Bogotá sobresalen artículos como La “tajada” que perdieron los cerros Archivado el 22 de junio de 2016 en Wayback Machine. y Gravoso fallo del río Bogotá ¿Otro metro? (enlace roto disponible en Internet Archive; véase el historial, la primera versión y la última).
El resumen de sus críticas y opiniones sobre la Alcaldía de Gustavo Petro quedaron consignadas en Balance de Bogotá 2012-2015: del dicho al hecho… Archivado el 22 de junio de 2016 en Wayback Machine.
“¿Cuál es la causa para tanta inconsecuencia? Aunque con uno u otro programa “social”, se oculta el enorme desaire a la “conciencia ciudadana”, como la denominaba Gaitán, el arqueo trasciende la incapacidad de gestión o de haber tenido casi un año de licencia del puesto; es, en últimas, la maña politiquera de “prometer para ganar y luego incumplir lo prometido”, con la muy grave carga que en este cuatrienio la maniobra se hizo “a nombre de la izquierda”. La historia dará su veredicto.”
Desde su regreso a Bogotá el 2001, en paralelo, Suárez ha escrito sus libros más importantes sobre economía mundial y economía colombiana: “Modelo del FMI. Economía Colombiana 1990-2000”; “Crítica al Alca; El Modelo Agrícola Colombiano y los Alimentos en la globalización”; “El infarto de Wall Street: 2008- La economía de Estados Unidos”; “Confianza Inversionista. Economía Colombiana en la primera década del Siglo XXI”; “Minería Colonial del siglo XXI. No todo lo que brilla es oro” y “El tal paro agrario SÍ existió”, que recogen todo un acervo científico de su pensamiento crítico y cuestionamientos a la política económica y social de los gobiernos desde César Gaviria hasta Juan Manuel Santos.
Recientemente ha enfilado sus críticas al gobierno de Enrique Peñalosa en Bogotá, críticas con las que respalda y acompaña el proceso para revocar al mandatario capitalino.

### Dignidad y Compromiso
De la mano del exsenador Jorge Enrique Robledo en 2020, entra a integrar el partido Dignidad y Compromiso.